# Steinernema
Genre
Steinernema est un genre de nématodes appartenant à l'ordre des Rhabditida et à la famille des Steinernematidae.
Toutes les espèces de ce genre sont des parasites obligatoires des insectes, et certaines d'entre elles sont employées dans la lutte biologique contre des insectes ravageurs.
Ces nématodes peuvent notamment être dispersés par les vers de terre, avec de nombreux autres propagules.

## Cycle de vie

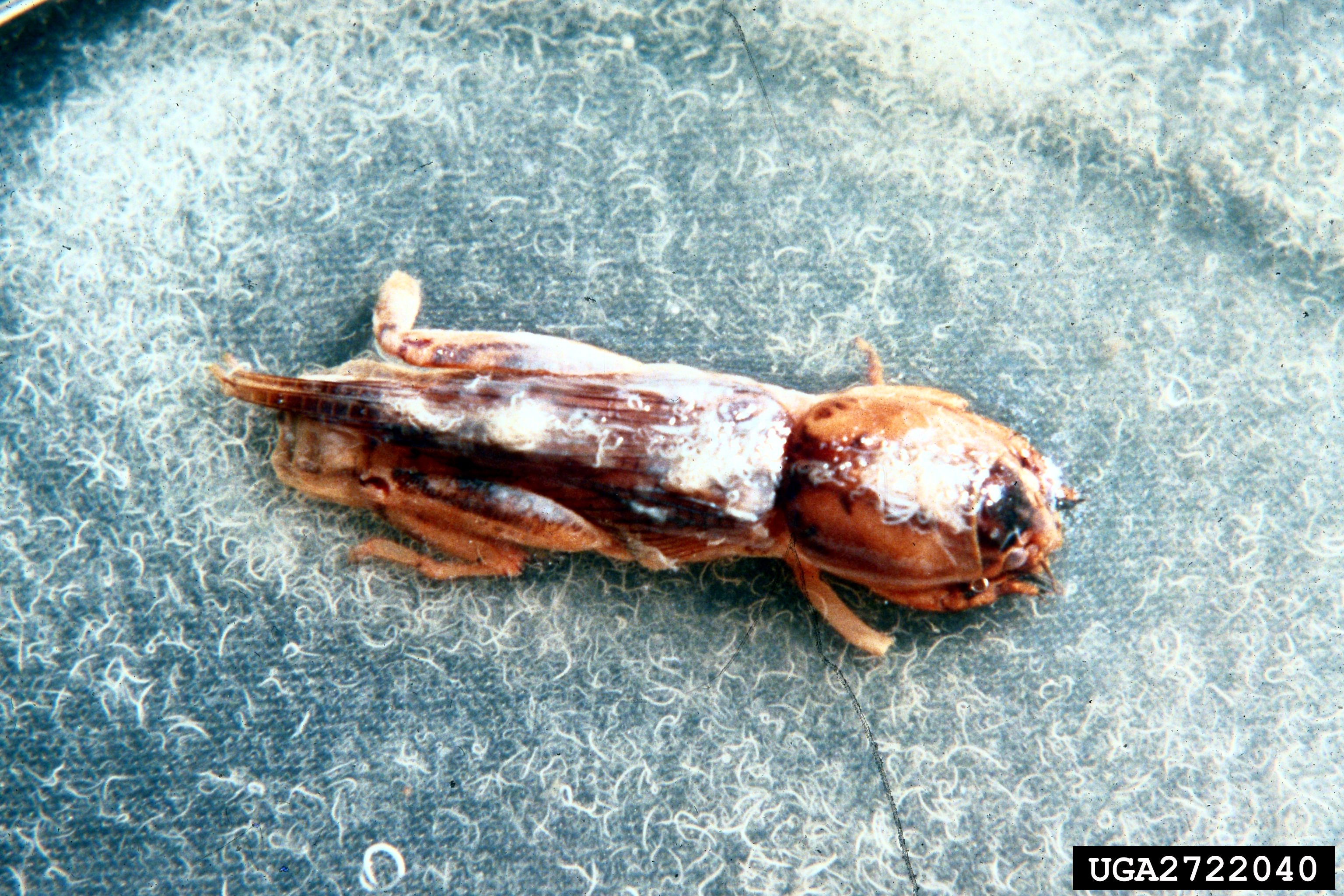
Steinernema scapterisci émergeant de Neoscapteriscus vicinus

Ces nématodes forment des relations symbiotiques avec les bactéries du genre Xenorhabdus. Le troisième stade juvénile vivant librement, appelé dauer juvénile, pénètre dans ses insectes hôtes par des ouvertures naturelles, telles que la bouche, l'anus et les spiracles. Il régurgite alors les bactéries symbiotiques vivant dans un ventricule modifié de son intestin, dans l'hémolymphe (équivalent du sang) de l'insecte. L'hémolymphe constitue un milieu riche pour les cellules bactériennes qui s'y développent, libérent des toxines et des exoenzymes, provoquant la mort de l'insecte hôte par septicémie. Les bactéries produisent également d'autres composés pour protéger l'insecte des autres microbes présents dans le sol. Les nématodes se nourrissent des bactéries, muent pour passer au quatrième stade de developpement et atteignant l'âge adulte en quelques jours. Le développement des nématodes se poursuit pendant deux ou trois générations. Lorsque les nutriments sont insuffisants, le développement des adultes est supprimé. Les juvéniles du troisième stade, dont le développement est arrêté, s'accumulent et émergent dans le sol, où ils peuvent survivre pendant des mois jusqu'à ce qu'un nouvel hôte approprié soit trouvé.

## Liste d'espèces
Selon NCBI (19 août 2011) :
- Steinernema abbasi
- Steinernema aciari
- Steinernema affine
- Steinernema akhursti
- Steinernema anatoliense
- Steinernema anomali
- Steinernema apuliae
- Steinernema arenarium
- Steinernema ashiuense
- Steinernema australe
- Steinernema backanense
- Steinernema beddingi
- Steinernema bicornutum
- Steinernema boemarei
- Steinernema brazilense
- Steinernema carpocapsae
- Steinernema ceratophorum
- Steinernema cholashanense
- Steinernema costaricense
- Steinernema cubanum
- Steinernema cumgarense
- Steinernema diaprepesi
- Steinernema eapokense
- Steinernema feltiae
- Steinernema glaseri
- Steinernema cf. glaseri Konza IVAB-71
- Steinernema guangdongense
- Steinernema hebeiense
- Steinernema hermaphroditum
- Steinernema ichnusae
- Steinernema intermedium
- Steinernema jollieti
- Steinernema karii
- Steinernema khoisanae
- Steinernema kraussei
- Steinernema kushidai
- Steinernema litorale
- Steinernema loci
- Steinernema longicaudum
- Steinernema minutum
- Steinernema monticolum
- Steinernema neocurtillae
- Steinernema oregonense
- Steinernema pakistanense
- Steinernema puertoricense
- Steinernema puntauvense
- Steinernema rarum
- Steinernema riobrave
- Steinernema riobravis
- Steinernema robustispiculum
- Steinernema sangi
- Steinernema sasonense
- Steinernema scapterisci
- Steinernema scarabaei
- Steinernema schliemanni
- Steinernema serratum
- Steinernema siamkayai
- Steinernema sichuanense
- Steinernema silvaticum
- Steinernema tami
- Steinernema texanum
- Steinernema thanhi
- Steinernema thermophilum
- Steinernema unicornum
- Steinernema vulcanicum
- Steinernema websteri
- Steinernema weiseri
- Steinernema xueshanense
- Steinernema yirgalemense
- Steinernema sp. 1 LW-2010
- Steinernema sp. 1 PS-2008
- Steinernema sp. 1 SPS-2006
- Steinernema sp. 1 SS-2003
- Steinernema sp. 10 APR-2003
- Steinernema sp. 105
- Steinernema sp. 109
- Steinernema sp. 13 APR-2003
- Steinernema sp. 1385
- Steinernema sp. 1390
- Steinernema sp. 141-C
- Steinernema sp. 16 SS-2003
- Steinernema sp. 18 APR-2003
- Steinernema sp. 2 APR-2003
- Steinernema sp. 2 LW-2010
- Steinernema sp. 2 SPS-2006
- Steinernema sp. 2 SS-2003
- Steinernema sp. 3 LW-2010
- Steinernema sp. 3 SPS-2006
- Steinernema sp. 3 SS-2003
- Steinernema sp. 4 LW-2010
- Steinernema sp. 4 SPS-2006
- Steinernema sp. 4 SS-2003
- Steinernema sp. 5 APR-2003
- Steinernema sp. 5 SS-2003
- Steinernema sp. 6 APR-2003
- Steinernema sp. 6 SS-2003
- Steinernema sp. 7 SS-2003
- Steinernema sp. 8 SS-2003
- Steinernema sp. 9 APR-2003
- Steinernema sp. 9 SS-2003
- Steinernema sp. AM-2010
- Steinernema sp. Arcadia
- Steinernema sp. G6
- Steinernema sp. G98
- Steinernema sp. GDc318
- Steinernema sp. GDc322
- Steinernema sp. GDc328
- Steinernema sp. GDc345
- Steinernema sp. GDc74
- Steinernema sp. GDe134
- Steinernema sp. HBa101
- Steinernema sp. IRAZ13
- Steinernema sp. IRAZ21
- Steinernema sp. IRAZ7
- Steinernema sp. J112
- Steinernema sp. J12
- Steinernema sp. K66
- Steinernema sp. K8
- Steinernema sp. Labella
- Steinernema sp. Lennon 2
- Steinernema sp. LFS48
- Steinernema sp. LFS65
- Steinernema sp. M24
- Steinernema sp. M33
- Steinernema sp. MY3
- Steinernema sp. MY5
- Steinernema sp. MY6
- Steinernema sp. MY7
- Steinernema sp. MY8
- Steinernema sp. SGas1
- Steinernema sp. SGchh1
- Steinernema sp. SGdl1
- Steinernema sp. SGdl2
- Steinernema sp. SGgj1
- Steinernema sp. SGgkp
- Steinernema sp. SGhr1
- Steinernema sp. SGjk
- Steinernema sp. SGkr1
- Steinernema sp. SGmg
- Steinernema sp. SGmg1
- Steinernema sp. SGmtr10
- Steinernema sp. SGmtr11
- Steinernema sp. SGmtr12
- Steinernema sp. SGmtr16
- Steinernema sp. SGmtr17
- Steinernema sp. SGor1
- Steinernema sp. SGrj16
- Steinernema sp. SGrj17
- Steinernema sp. SGrj18
- Steinernema sp. SGrj19
- Steinernema sp. SGrj20
- Steinernema sp. SGrj4
- Steinernema sp. SGrj5
- Steinernema sp. SGtn1
- Steinernema sp. SGtn2
- Steinernema sp. SGup1
- Steinernema sp. SGut1
- Steinernema sp. SGwb2
- Steinernema sp. SGwb5
- Steinernema sp. strain Florida
- Steinernema sp. T51
- Steinernema sp. TG10
- Steinernema sp. TK10
- Steinernema sp. TL
- Steinernema sp. vidhi2
- Steinernema sp. Webber 43
- Steinernema sp. YNa119
- Steinernema sp. YNa136
- Steinernema sp. YNa145
- Steinernema sp. YNa170
- Steinernema sp. YNa174
- Steinernema sp. YNa204
- Steinernema sp. YNa206
- Steinernema sp. YNa41
- Steinernema sp. YNa55
- Steinernema sp. YNa64
- Steinernema sp. YNb112
- Steinernema sp. YNb124
- Steinernema sp. YNb33
- Steinernema sp. YNb62